# 吃肉的道德

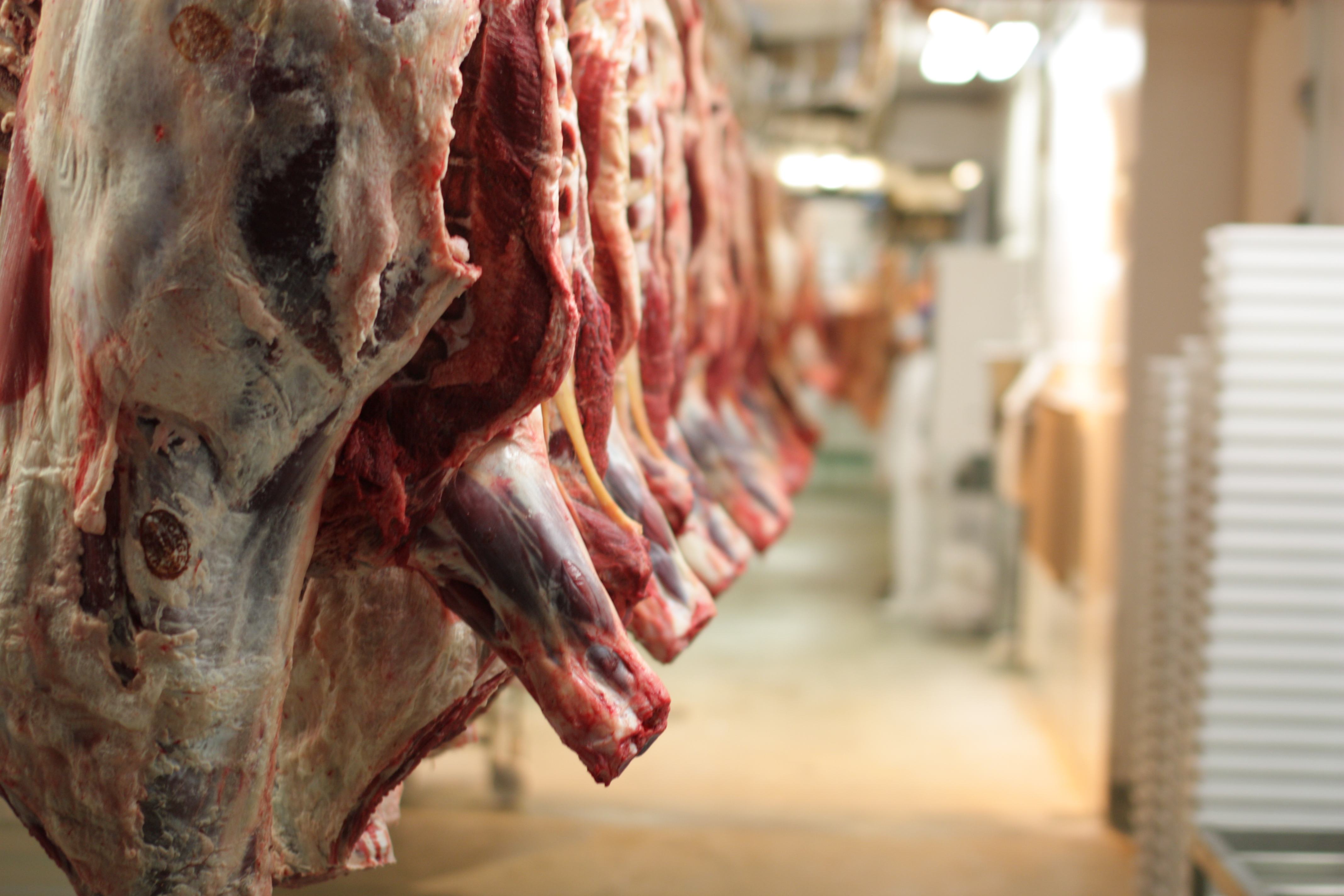
屠房中的牛肉

吃肉的道德是指人們就吃非人类动物的肉是否道德而展開的爭論。这一争论持续了数千年。 
支持肉类消费人認為，吃肉可以促進健康，而且吃肉符合他們的文化传统、宗教信仰 ，他們認為不應該將無肉飲食作為最終目標，因為這樣做的話等於無視人類各個年齡段的營養需求。不過一些科學研究對此提出質疑。還有一類是雖然不是特別支持肉食消費但依然會食用肉類，之所以他們繼續吃肉是因為讓他們戒肉對他們來說有些困難。還有一些人不反對吃肉，但他們反对在养殖场饲养动物以及反对宰杀动物以及反对给动物投餵抗生素或激素。为此他们可能会避免食用小牛肉、肥肝、非自由放養的动物的肉、吃過抗生素或激素的动物的肉等。
不吃肉的人一般被称为素食主義者。他们出于各种原因不吃肉，例如不喜歡肉的味道、宗教因素、動物福利、健康因素，還有些纯素主义者甚至連动物产品也不會吃，例如他們不會吃乳制品和鸡蛋。
2014年開展的一項对406名美国哲学教授进行的调查中，大约60%的伦理学家和45%的非伦理学家表示，吃哺乳动物的肉至少在某种程度上是不道德的。  2020年開展的一項对1812名哲学學者的调查发现，48%的人表示在正常情况下可以吃动物肉，而45%的人则表示不應該吃。

## 正反方的论证
有关吃肉的伦理讨论已经进行了数千年，甚至可能更久。生活在公元前6世纪的希腊数学家和哲学家毕达哥拉斯，以动物也有灵魂的理由反对吃肉。而生活在公元前4世纪的雅典哲学家柏拉图则持有完全不同的观点，他认为肉是一种需要大量土地来获取的奢侈品。因此，他认为肉的无节制消费会导致土地争端，最终导致社会不可持续。

泽诺芬对柏拉图的观点表达了类似的担忧：
“是的，当其他人祈祷庄稼丰收时，他大概会祈祷肉类供应充裕。” 年轻人猜测苏格拉底的这番话是在说他，于是他没有停止吃肉，但是顺便吃了一些面包。当苏格拉底注意到这一点时，他喊道：“你们靠近他的人们，注意那个家伙，看他是把面包当作肉吃，还是把肉当作面包吃。”

——泽诺芬，《备忘录》，第3卷，第14章
17世纪的法国哲学家、数学家和科学家笛卡尔不同意前述立场。他认为动物没有意识。因此，他断言吃肉或使动物遭受身体痛苦在伦理上并没有错。康德也认为吃肉在伦理上没有错。他声称人性是区分人类和动物的关键，而动物不是真正的人，因此杀死或吃掉它们并没有错。
普林斯顿大学和墨尔本大学教授、动物解放运动的先驱彼得·辛格认为，因为非人类动物有感觉，所以它们应该按照功利主义伦理来对待。在他对“人”的伦理哲学中，辛格最终认为，畜牧动物感受到的足以值得比它们接受的更好的对待。辛格的工作后来被许多同意的哲学家广泛借鉴，也有不同意的。他的基本哲学观点已被动物权利倡导者以及伦理素食主义者和纯素主义者广泛接受。
许多现代思想家不仅质疑了物种主义背后的双重标准，还质疑了人们支持对牛、猪和鸡的待遇的双重标准，这种待遇是他们绝不会允许应用在宠物狗、猫或鸟身上的。
尼克·赞格威尔是一位英国哲学家，也是伦敦大学学院和林肯大学的名誉研究教授。他不同意辛格关于不吃肉的道德必要性的结论。在剑桥大学出版社出版的《我们吃肉的道德责任》一书中，赞格威尔认为驯化动物的存在取决于吃它们的实践，并且历史上吃肉使许多动物受益并过上了幸福的生活。因此，他声称吃非人类动物的肉不仅是允许的，而且对许多动物来说是有益的。然而，赞格威尔澄清说，这个论点不适用于工厂养殖的动物，因为它们没有过上幸福的生活。因此，当他谈到吃肉是被证明正当的时候，他只是指那些整体上过着幸福生活的动物的肉。支持吃肉的人士认同赞格威尔的观点，主张像良好管理的散养和捕猎动物的消费，特别是那些自然捕食者已被大幅消减的物种，可以满足大规模生产的、道德来源的肉的需求。
伦理素食主义者认为，不伤害或杀害动物的原因与不伤害或杀害人类的原因相似。他们认为，只有在极端情况下，比如生命受到威胁时，才能证明杀害动物与杀害人类是可以接受的。仅仅因为口味、方便或习惯而消费活生物是不可接受的。一些伦理学家补充说，与其他动物不同，人类在道德上意识到自己的行为并有选择权；这就是为什么有关于人类行为的法律，以及为什么它受到道德标准约束的原因。伦理素食主义的关注在发达国家变得更加普遍，特别是由于工厂养殖的普及、对人类食肉行为的更开放和生动的文档记录，以及环境意识的增强。减少全球大规模食品浪费也将有助于减少肉类浪费，从而拯救动物。
一些人将对人类和动物的不平等待遇描述为一种形式的物种主义，比如人类中心主义。瓦尔·普拉姆伍德（Val Plumwood）（1993年，1996年）认为，人类中心主义在绿色理论中扮演的角色类似于女性主义理论中的男性中心主义和反种族主义理论中的种族中心主义。普拉姆伍德将人类中心主义称为“人类中心主义”，以强调这种类比。梅兰妮·乔伊（Melanie Joy）根据种族主义和性别主义的类比，将吃肉称为“食肉主义”。动物权利运动寻求结束对人类和非人类动物之间刚性的道德和法律区分，结束对动物的财产地位，以及结束它们在研究、食品、服装和娱乐产业中的使用。

## 动物的意识
动物行为学家简·古道尔在2009年的书《农场动物的内心世界》中指出：“农场动物感受到快乐和悲伤，兴奋和怨恨，抑郁、恐惧和痛苦。它们比我们想象的要敏感和聪明得多。”2012年，一群知名的神经科学家在《剑桥关于非人类动物意识的宣言》中表示，所有哺乳动物和鸟类（如农场动物）以及其他动物都具有产生意识并能够体验情感状态的神经基质。

《鹦鹉的哀歌》一书的作者尤金·林登指出，许多动物行为和智能的例子似乎表明了情感和我们通常只归因于我们自己物种的意识水平。哲学家丹尼尔·丹尼特提出反驳：
意识需要一种特定类型的信息组织，这种组织在人类中似乎不是“硬连线”的，而是由人类文化灌输的。此外，意识并不是一种黑白分明、全有或全无的现象，常常被假定。人类和其他物种之间的差异如此之大，以至于对动物意识的猜测似乎缺乏根据。许多作者只是假设像蝙蝠这样的动物有自己的观点，但似乎对探索其中涉及的细节不太感兴趣。
哲学家彼得·辛格（普林斯顿大学）、杰夫·麦克马汉（牛津大学）等人也反驳称，问题不在于意识，而在于感知能力。

### 疼痛
一些相关的论点围绕着非人类生物感受疼痛的能力展开。如果动物能够像人类一样感受到痛苦，那么许多针对人类痛苦的论点也可以推广到动物身上。布里斯托尔大学畜牧学名誉教授约翰·韦伯斯特观察到：
人们曾以为智力与感受痛苦的能力有关，认为动物大脑较小，因此受到的痛苦也较少。这是一种可悲的逻辑，有感知能力的动物具有体验愉悦的能力，并且受到追求快乐的驱使。只需观察牛和羊在完美的英国夏日里抬起头躺在阳光下时，就能看到它们寻求和享受快乐，就像人类一样。
世界各地都有一些项目宣传养殖动物可以受到人道对待的观念。一些工厂养殖业的发言人辩称，将动物完全圈养起来对它们更有利。卡罗尔食品公司总裁F·J·“桑尼”·费森表示：
它们处于最先进的圈养设施中。我们认为这些动物在这种条件下比在野外更好。现在，它们居住在许多方面都受到环境控制的住房中。它们时刻有饲料和新鲜水供应，并得到良好的照料，因为动物的健康和幸福程度越高，它们的生长就越好。所以我们非常关心它们的福祉，到了一定程度。
作为回应，动物福利倡导者要求提供任何工厂养殖动物都比自由放养的动物更好的证据。农场庇护所主张，将动物视为商品化和屠宰是与“人道”定义不相容的。动物伦理学家加里·弗朗西昂等人认为，减少动物的痛苦还不够；必须将其定为非法并废除。史蒂文·贝斯特也对这一观点提出质疑，并认为工厂养殖条件“类似于集中营的机械化生产线”，动物被“迫使产生最大量的肉、牛奶和鸡蛋——这种强制性通过身体 confinement 和现在通过化学和遗传操纵。与纳粹集中营相似，这种强迫性和强化的劳动最终以死亡告终。”大卫·尼伯特表示，有感知能力的动物在工厂农场或CAFO中被视为纯粹的非生物对象和“生物机器”，经常被困在黑暗中，无法进行自然活动，为了防止在拥挤条件下出现病态行为而被残害，并经过基因操纵，许多动物甚至连站立都困难。大卫·贝纳塔尔认为，每年有630亿只陆地动物被宰杀以供给人类肉类产品，其中绝大多数动物都经历了痛苦和压力。他说：
肉鸡和用完的产蛋鸡被倒挂在传送带上，它们的喉咙被割开。猪和其他动物被殴打和电击，以便引诱它们在屠宰场内移动，它们的喉咙被割开或刺穿，有时是在麻醉后进行，但有时则不是。
在《现代事务》杂志中，内森·J·罗宾逊描述了数十亿非人类动物在人类手中为消费而遭受痛苦和死亡的情景，并引用杰里米·边沁的表述“问题不在于它们能否思考？也不在于它们能否言语表达？而在于它们是否能够感受到痛苦？”主张这种行为“在道德上是可鄙的”和“深层次的错误”。
相反，简·纳维森认为，在某些功利主义理论下，通过增加更多生物来体验积极的效用，从而增加动物数量以供后续食用，这些理论可能会为养殖动物提供消费目的的正当性。批评道德素食主义的人说，在确定哪些生物能够感受痛苦和哪些不能的问题上没有达成一致。牛津大学哲学教授贾斯汀·莱伯写道：
蒙田在这方面是兼容的，声称蜘蛛和蚂蚁具有意识，甚至谈到了我们对树木和植物的责任。辛格和克拉克同意否认海绵的意识。辛格把区别定位在虾和牡蛎之间。他在一个对其他人发出严厉指责的人来说相当方便地滑过了昆虫、蜘蛛和细菌的情况，他们仿佛不感到疼痛。大胆的米奇利另一方面，似乎愿意推测绦虫的主观体验......纳格尔...似乎在比目鱼和黄蜂之间划清了界限，尽管最近他谈到了蟑螂的内在生活。

一些人争辩说，虽然只有受苦的动物才感到痛苦，但植物像所有有机体一样已经进化出生存机制。没有一个生物可以被描述为“希望”为另一个生物的生存而死。《纽约时报》的卡罗尔·凯苏克·尹在一篇文章中写道：
当植物受伤时，它的身体立即进入保护模式。它释放出一系列挥发性化学物质，在某些情况下已被证明能诱导邻近的植物主动加强自己的化学防御，而在其他情况下则是吸引造成植物伤害的动物的天敌。在植物内部，修复系统被启动，防御被加强，科学家们仍在研究分子细节，但其中涉及的信号分子通过体内流动来集结细胞部队，甚至招募基因组本身，开始产生与防御相关的蛋白质...思考一下，为什么我们会期望任何生物为了我们的晚餐而束手就擒呢？生物已经进化出尽一切努力来避免被消灭。如果一个物种的成员实际上不在乎你是否杀死它们，那么这个物种能够存续多久呢？
道德素食主义的支持者认为，支持植物权利意味着要避免食用肉类，因为植物被用来饲养动物。例如，生产1千克牛肉可能需要使用4.5至7.5千克的植物食物。PETA表示，“无论是否可以证明植物会感受到痛苦，素食食品都是仁慈的选择，因为它们导致较少的植物和动物死亡。”辛格观察到，对素食主义的道德论证可能并不适用于所有非素食的食物。例如，任何反对伤害动物的论点都不适用于不感受痛苦的动物。人们也经常注意到，尽管需要更多的粮食来喂养一些动物，如供人类食用的牛，但并非所有动物都食用陆地植物（或其他食用陆地植物的动物）。例如，牡蛎吃水下浮游植物和藻类。2010年，克里斯托弗·科克写道：
从生物学上讲，牡蛎并不属于植物界，但在道德饮食方面，它们几乎与植物无异。牡蛎养殖场占了所有牡蛎消费的95%，对生态系统的负面影响很小；甚至有非营利项目致力于培育牡蛎以改善水质。由于许多牡蛎是养殖的，所以很少有过度捕捞的危险。为了养活牡蛎，不需要清理森林，也不需要施肥，也不会浪费粮食喂养它们——它们的饮食是浮游生物，这几乎是你能想到的最低层次的食物链。牡蛎养殖也避免了许多植物农业的负面副作用：不需要蜜蜂授粉，也不需要杀虫剂来杀死其他昆虫，而且大多数情况下，牡蛎养殖场在收获时没有意外杀死其他动物的副作用。
科克接着建议，即使根据严格的道德标准，牡蛎也是可以接受的食物，即使它们不感受疼痛，他说：“虽然你可以给它们一点怀疑，但你也可以说，除非出现了一些新的证据证明它们有疼痛的能力，否则怀疑是如此微小，以至于没有充分的理由避免食用可持续生产的牡蛎。”科克补充说，尽管他相信一些素食主义的道德理由，但他并不严格地是素食主义者，甚至不是素食主义者，因为他吃牡蛎。

### 对关于动物的意识的看法的影响
当人们选择做一些他们感到矛盾并且很难为其辩解的事情时，他们会经历认知失调的状态，这可能导致合理化、否认，甚至自我欺骗。例如，一项2011年的实验发现，当人们的肉食对动物造成的伤害被明确提醒时，他们倾向于将那些动物的心智能力评价得比当没有提醒的情况下更低。当人们期望不久将要食用肉类时，这一现象尤其明显。这种否认使得人们吃动物变得不那么令人不适。数据表明，那些食用肉类的人会极力努力解决他们的信仰和行为之间的道德矛盾，通过调整他们对动物能够感受到的能力的信念来实现这一目标。这种感知可能会导致对更喜欢某些类型的肉而不是其他类型的肉所涉及的道德和舒适性产生矛盾的结论。例如，鹿肉或野生鹿肉通常具有比家养动物的肉更高的营养质量和更低的碳足迹。此外，可以几乎肯定这只鹿从未被人为饲养或饲养在不自然的条件下，也从未被关在笼子里，喂养不自然的谷物饲料，或注射任何人工激素；然而，由于为了获取鹿肉而必需的杀死鹿的行为通常更明显地展现给遇到这种肉的任何人，一些人甚至可能对吃这种肉比对养在工厂农场里的动物的肉更不舒服。许多道德素食主义者和道德肉食者认为，应该调整的是行为而不是支持的信仰。

## 从环境的论证
一些人选择成为素食主义者或者纯素主义者出于环境原因。根据LEAD牲畜的长期阴影2006年的报告，“畜牧业在各个尺度上，从地方到全球，都是造成最严重环境问题的两三个最重要的贡献者之一。”畜牧业可能是水污染最严重的来源之一（由于动物排泄物、化肥和杀虫剂），造成富营养化、人类健康问题和抗生素抗性的出现。它还占据全球人类用水量的8%以上。畜牧业生产是土地利用最大的人类活动，占据了全球陆地面积的大约25%，或者说占据了所有农业用地的三分之二左右。它可能是生物多样性丧失的主要因素，因为它导致了森林砍伐、土地退化、污染、气候变化和过度捕捞。
世界野生动物基金会2017年的一项研究发现，60%的生物多样性丧失可以归因于需要种植大量饲料作物来养殖数十亿农场动物。畜牧业还负责至少20%的世界温室气体排放，这是当前气候变化的主要原因。这是由于饲料生产、反刍动物的反刍发酵、粪便储存和处理以及动物产品的运输。畜牧业的温室气体排放远远超过了任何其他人类活动的温室气体排放。一些作者认为，减缓气候变化最好的方法是全球转向素食或纯素饮食。《碳平衡与管理》杂志2017年发表的一项研究发现，动物农业的全球甲烷排放比先前估计的高出11%。2017年11月，15364名世界科学家签署了一份警告人类的声明，呼吁“推广以大部分以植物为基础的食物。”《柳叶刀》2019年的一份报告建议，全球肉类消耗量应减少50%，以减缓气候变化。
包括中国和印度在内的许多发展中国家正在从传统的植物为主的饮食向肉食为主的饮食转变，这是现代化和全球化的结果，促进了西方消费文化在全球范围内的传播。每年全球80多亿人口消费166亿到200多亿陆地和水生动物，肉类消费预计到2050年将翻一番，因为人口将增长到90亿以上。《科学》杂志2018年发表的一项研究表明，由于人口增长和不断增加的富裕程度，到2050年肉类消费可能增加高达76%，这将增加温室气体排放并进一步减少生物多样性。大卫·艾登堡2020年警告说，“地球无法支撑数十亿的肉食者。”
以谷物为食或依赖放牧的动物需要比谷物作物更多的水。生产1千克（2.2磅）肉需要高达15000升的水。根据美国农业部的数据，为农场动物种植作物需要将近一半的美国水资源和80%的农业土地。美国用于食物的动物消耗了大豆产量的90%，玉米产量的80%，和粮食产量的70%。然而，在采用广泛的耕作系统（与圈养方式相反）时，一些水和养分被返回到土壤中，为牧场提供了一种益处。这种水和养分的循环和处理在大多数植物生产系统中不太常见，因此可能会使动物生产的效率接近植物为基础的农业系统的效率。跟踪从饲料到餐桌的食物动物生产过程中，肉类、奶类和蛋类生产的低效率范围从4:1的能量输入到蛋白质输出比例到54:1。结果是，生产基于动物的食物通常比收割谷物、蔬菜、豆类、种子和水果要低效得多。
也有一些环保论证支持吃肉的道德性。这种论述的一个支持观点认为，情感和个体福祉对道德的重要性不及更大的生态利益。遵循环境保护主义者阿尔多·勒奥波尔德的原则，即道德的唯一标准是保护“生物社区的完整性、稳定性和美丽”，这种立场认为，可持续的狩猎和动物农业对环境健康有益，因此是好的。农业生态学家、《纽约时报》有关食肉伦理的征文比赛的获奖者杰伊·博斯特支持吃肉，他认为“在特定情况下，吃在特定情况下饲养的动物是道德的；在其他情况下饲养的动物是不道德的”，这涉及到环境的使用。他提出，如果“道德被定义为以最生态友好的方式生活，那么在相当具体的情况下，每个食用者都必须自行了解，吃肉是道德的。”他提到的具体情况包括使用动物循环养分和将阳光转化为食物。

## 关于吃肉的宗教传统
在印度宗教中，印度教将素食视为理想的原因有三个：一是将非暴力（ahimsa）原则应用于动物；二是意图只供奉“纯净”（素食）或萨特维克食物给神明，然后将其作为供物接收回来；三是坚信无感知食物对身心健康有益，而非素食对心灵和灵性发展有害。佛教的素食主义对伤害动物有类似的限制。印度教和佛教徒的实际做法因其社区和地区传统而异。耆那教对不伤害有感知生物尤其严格。
在亞伯拉罕宗教中，伊斯兰教法和犹太教有饮食准则，分别称为清真和潔食。在犹太教中，根据哈拉哈（犹太法律）可以食用的肉称为犹太洁食肉；不符合犹太法律的肉称为不洁肉。按照“饶恕动物之苦”的原则，不必要地伤害动物是被禁止的。尽管对于犹太人来说吃肉既不是强制的也不是禁止的，但一些中世纪的犹太学者，如约瑟夫·阿尔博和艾萨克·阿拉玛，将素食主义视为一种道德理想。同样，伊斯兰教的饮食法规允许在满足某些条件下食用某些动物的肉（例如，肉不是通过禁止的宰杀方式获得的，如勒死、殴打等），并遵守其他限制。通过禁止的宰杀方式获得的肉被视为哈拉姆。而在东正教会、罗马天主教会、希腊天主教会、埃塞俄比亞正統合性教會等基督教团体的实践中，禁食期间禁止食用肉。禁食的规则也各不相同。还有一些基督教修道院秉持素食主义。
在日本，神道教有一个“污秽”和“玷污”的概念，传统上吃动物被认为是其中之一。吃动物的数量多的被认为更糟糕（即，吃哺乳动物比吃鸡或鱼更糟糕）。这个概念导致了对宰杀工人和从事皮革工作的人的歧视，他们被称为“部落民”。浄土真宗创始人親鸞认为，必须杀生的低阶层也可以进入涅槃，即使杀生被认为是不道德的。

## 作为人
一些现代哲学家认为，一个道德共同体需要所有参与者能够做出道德选择，但动物无法做出道德选择（例如，老虎不会因为吃人是道德上错误而选择不吃人；它会根据饥饿所需决定是否攻击）。因此，一些反对伦理素食主义的人认为，杀害动物和杀害人之间的类比是误导性的。例如，Hsiao（2015）将伤害动物的道德严重性与摘花或向计算机引入恶意软件的道德严重性进行了比较。还有人认为，人类能够有文化、创新和克制本能以便以道德方式行事，而动物没有这样的能力，因此在道德层面上不如人类。这并不是在为残忍行为开脱，但这意味着动物与人类在道德上不具有平等地位，也没有像人类一样的权利。道德共同体的精确定义并不简单，但Hsiao将成员资格定义为能够了解自己和其他成员的利益，并能够抽象地把握这一点。他声称非人类动物不符合这一标准。

本杰明·富兰克林在他的自传第一章中描述了他转向素食主义的经历，但他在后来的生活中也描述了为何偶尔放弃素食主义。他写道：
“……在我从波士顿出发的第一次航行中……我们的人们开始捕捞鳕鱼，捞了很多。到目前为止，我一直坚持不吃动物食品的决心……但我以前很喜欢吃鱼，当这道菜从煎锅里端出来时，味道非常好。我在原则和兴趣之间权衡了一段时间，直到我想起，当鱼被打开时，我看到它们的胃里有更小的鱼被拿出来；然后我想，‘如果你们相互吃，我不明白为什么我们不能吃你们。’所以我心满意足地吃了鳕鱼，并继续与其他人一起吃饭，偶尔只是偶尔回到素食饮食。作为一个理性的生物是多么方便啊，因为它使人能够找到或制造一切自己想做的事情的理由。”

## 人畜共患病和抗生素耐药性
反对食用肉类的人士认为，肉类生产助长了人畜共患病，导致了流行病的增加，这一说法得到了联合国2020年的报告的支持。一份2017年的论文指出：“据估计，已知的传染病中约60%是人畜共患病，而新发现或新出现的传染病中高达75%是人畜共患病”，“据估计，人畜共患病每年导致25亿例人类疾病和270万人死亡”。肉类生产通常涉及对牲畜使用抗生素，助长了抗生素耐药性。抗生素耐药性被认为是与气候变化一样严重的威胁。对这种推理的批评者指出，虽然广泛采用纯素饮食会减少人畜共患病、抗生素耐药性和流行病的增加，但纯素食品生产仍然经常涉及抗生素，并且并不能完全消除这些问题。

## 在农业中被杀的动物
俄勒冈州立大学动物科学教授史蒂文·戴维斯（Steven Davis）认为，最小伤害原则并不要求放弃所有肉类。戴维斯指出，含有来自草食反刍动物（如牛）的牛肉的饮食会导致比素食饮食杀死更少的动物，特别是当考虑到农业杀死的动物时。杰森·盖瑞克·马瑟尼（New Harvest体外肉类组织的创始人）批评了这一结论，因为它计算了每英亩杀死的动物数量（而不是每个消费者）。马瑟尼表示，当对数据进行调整时，戴维斯的论点显示素食主义导致最小伤害。安迪·莱米批评了戴维斯的论点，认为它只是基于两项可能不代表商业农业实践的研究。在区分由农业机械杀死的动物和其他动物杀死的动物时，他表示这些研究再次显示素食主义是“最少伤害”的。克里斯托弗·鲍比尔认为，反对食用工厂化肉类的论点也适用于在工厂条件下生产的蔬菜，因为在生产过程中会有动物被杀死（他认为替代来源的蔬菜意味着工厂生产的蔬菜是不必要的），因此并不能代表素食主义的前提性论点。

## 非肉制品
素食主义者和嚴格素食主义者饮食之间的主要区别之一是避免食用蛋、蜂蜜和奶制品，如牛奶、奶酪、黄油和酸奶。出于对奶牛和蛋鸡工业中动物的剥削和屠杀以及奶制品生产对环境的影响，道德素食主义者不食用奶制品或蛋。
为了从奶牛中生产牛奶，大多数小牛在出生后不久就与母牛分离，并被喂以奶粉代替母牛的奶，以便将母牛的奶保留给人类消费。动物福利倡导者指出，这会破坏母牛和她的小牛之间的自然联系。不需要的公牛犊要么在出生时被屠杀，要么被用于小牛肉生产。为了延长泌乳期，奶牛通过人工受精几乎一直保持怀孕状态。尽管奶牛的自然寿命约为二十年，但大约五年后，奶牛的产奶量就会下降；然后它们被视为“用尽”并被屠杀用于肉类和皮革生产。
蛋鸡层叠笼是全球蛋鸡主要的饲养形式；这些笼子减少了蛋鸡之间的攻击和相互残杀，但它们單調贫乏、限制雞的活动，易造成骨质疏松症。在这些系统以及散养蛋鸡生产中，不需要的雄性雏鸡在出生时被淘汰并杀死，以确保进一步繁殖产蛋蛋鸡。据估计，一个每年食用200个鸡蛋70年的普通消费者负责造成140只鸟类的死亡，一个每年饮用190公斤（420磅）牛奶70年的普通消费者负责造成2.5头奶牛的死亡。